# Sofía de Suecia
Sofía de Suecia, también llamada Sofía Gustavsdotter Vasa (Estocolmo, 29 de octubre de 1547-17 de marzo de 1611), fue una princesa de Suecia por nacimiento, y duquesa de Sajonia-Lauenburgo por matrimonio. Era hija del rey Gustavo I de Suecia y de su segunda esposa, Margarita Eriksdotter.

## Biografía
El 4 de julio de 1568 se casó con el duque Magnus II de Sajonia-Lauenburgo (sobrino de Catalina de Sajonia-Lauenburgo, primera esposa de Gustavo I de Suecia). La boda se celebró al mismo tiempo que la del hermano mayor de Sofía, el rey Erico XIV.
Tras el derrocamiento de Erico XIV, la pareja recibió los palacios de Ekolsund y Vänngarn de manos del nuevo rey Juan III.
El matrimonio fue bastante desafortunado para Sofía. El duque era un hombre brutal que maltrataba a su esposa tanto física como mentalmente. Magnus pasó largas temporadas en el extranjero, donde derrochó la dote matrimonial, y en 1578 abandonó definitivamente a Sofía, cuando el rey Juan III le exigió abandonar el país. Desde entonces, las propiedades del matrimonio en Suecia pasaron a nombre de Sofía.
La princesa pasó el resto de su vida recluida en el palacio de Ekolsund. Padecía de inestabilidad mental, pero pudo recuperarse lo suficiente para administrar ella misma su propiedad. Durante esos años, cambió a su servidumbre en más de veinte ocasiones. En 1597 recibió las posesiones de Lagunda y Håbo. Enviudó en 1603 y falleció en 1611.
Tuvo un solo hijo, Gustavo, que fue gobernador de Kalmar.
- Datos: Q2618045
- Multimedia: Sophia of Saxe-Lauenburg / Q2618045